# 乔治·沃特曼
乔治·沃特曼（英語：George Woltman，1957年11月10日—），是分布式计算因特网梅森素数大搜索（GIMPS）项目的创始人和Prime95的主要编写人之一。沃特曼1978年毕业于麻省理工学院，现生活在美国佛罗里达州奥兰多市。他为GIMPS编写的算法可以实现目前运算速度最快的大整数乘法，他的这个算法也被其他分布式计算项目所使用（如十七或者破产项目）。